# 袁健生
袁健生（英語：Jason Yuan，1942年2月1日—），中華民國海軍上校（退役）、外交官、政治人物，生於四川省成都市，籍貫貴州省鰼水縣，為海軍駐外武官轉外交部外交官出身，在馬英九政府時期受到重用，曾任國防部駐美副武官、外交部駐美代表處國會組長、外交部北美司長、駐巴拿馬大使、駐美代表、國安會秘書長、總統府資政，是少見由海軍駐外武官直接轉任外交部外交官的特例，畢業於國立政治大學公行系、企管系雙碩士、海軍官校正期班52年班，與前國防部長、參謀總長李傑上將為同班同學。

## 職涯

### 軍職
1974年，由中華民國政府派往華盛頓，擔任海軍中校副武官及代理武官等。

### 公職
1979年，中美斷交後，脫離軍職而成為職業外交官；先後擔任駐美代表處國會組組長、中華民國外交部北美司司長、駐加拿大代表、駐巴拿馬共和國大使、駐洛杉磯辦事處處長等。
2004年至2008年間，任國親聯盟駐美代表。
2008年馬英九總統就職後，擔任中華民國第十一任駐美代表。
2012年10月8日，任中華民國國安會秘書長。
2014年3月1日，任中華民國總統府資政。

## 荣誉

### 中华民国勋章奖章
- 二等景星勋章（2012年11月13日于台北总统府颁授[6]）
- 一等景星勋章（2014年4月29日于台北总统府颁授[7]）